# Campionato argentino di pallavolo maschile
Il campionato argentino di pallavolo maschile è un insieme di tornei pallavolistici per squadre di club argentine, istituiti dalla Federazione pallavolistica dell'Argentina.

## Struttura
- Campionati nazionali professionistici:

Liga Argentina de Voleibol: a girone unico, partecipano undici squadre.
- Campionati nazionali non professionistici:

Liga A2: a girone unico, partecipano diciassette squadre.